# André de Kerchove de Denterghem
Pour les autres membres de la famille, voir Famille Kerchove.
André Charles Eugène Oswald Rodolphe Auguste, comte de Kerchove de Denterghem, né le 16 octobre 1885 à Gand et décédé le 24 avril 1945 à Bruxelles, est un diplomate et homme politique belge libéral.

## Biographie
Il fut docteur en droit et diplomate : attaché à Tokyo (1908) et Londres (1909), secrétaire d'ambassade à Berlin (1912), Bucarest (1914), La Haye (1916), conseiller à Londres (1919) et Berlin (1920). Il devint gouverneur de la province de Flandre-Orientale (1920-1929).
Il fut élu sénateur provincial de la province de Brabant (1929-1932) et repartit ensuite comme ambassadeur à Berlin (1932), Paris (1935) et Rome (1938).
Le 11 octobre 1936, il inaugure le monument à Albert Ier, œuvre du sculpteur Fivet, à Bonsecours (Seine-Maritime).
En 1940, il s'abrite à Lausanne.
Ses livres reliés portent en queue de dos les lettres AKD et souvent un ex-libris armorié avec mention comte de Kerchove de Denterghem.

## Généalogie
- Il fut le fils de Oswald (1844-1906) et Maria Lippens (1850-1918).
- Il épousa en 1910 Marguerite Maskens (1888-1966); 
  - ils eurent trois fils : Charles (1911-1983), Jacques (1912-) et Henri (1919-1919).

## Sources
- Famille de Kerchove
- Liberaal Archief

- Notice dans un dictionnaire ou une encyclopédie généraliste :   - Deutsche Biographie
- Notices d'autorité :   - VIAF
  - ISNI
  - BnF (données)
  - GND